# Distretto di Encs
Il distretto di Encs (in ungherese Encsi járás) è un distretto dell'Ungheria, situato nella provincia di Borsod-Abaúj-Zemplén.